# Uszczelnienie mechaniczne
Uszczelnienie mechaniczne – uszczelnienie elementów obracających się, w którym elementem uszczelniającym są dociskane do siebie sprężyną pierścienie wykonane z twardego materiału (węgliku krzemu, węgliku wolframu, ceramiki).
Jest to uszczelnienie bezwyciekowe, w przeciwieństwie do poprzednika, czyli uszczelnienia sznurowego.

## Typy
Uszczelnienia mechaniczne dzielimy na:
- uszczelnienia komponentowe
- uszczelnienia kompaktowe
- uszczelnienia dzielone
- uszczelnienie gazodynamiczne.

### Uszczelnienia komponentowe
Najprostszy, najpopularniejszy i najtańszy typ uszczelnień mechanicznych. Ze względu na możliwość popełnienia szeregu błędów montażowych żywotność tego rodzaju uszczelnień jest najniższa. Rozwiązanie to jest często stosowane przez producentów pomp/mieszadeł ze względu na niską cenę. Po pierwszej awarii użytkownicy często decydują się na przejście na bardziej zaawansowane uszczelnienia kompaktowe.

### Uszczelnienia kompaktowe
Zaawansowana konstrukcja, w której wszystkie elementy są fabrycznie zmontowane w jeden element. Prosta instalacja, dłuższa żywotność dzięki wyeliminowaniu błędów montażowych. Dławik takiego uszczelnienia często umożliwia przepłukiwanie pierścieni uszczelnienia od strony atmosferycznej w celu umożliwienia mu pracy w przypadku wysokiej temperatury lub słabych właściwości smarnych pompowanego/mieszanego medium. Uszczelnienia te występują w wersji podwójnej, która ma zastosowanie w sytuacji, gdy pompowane medium jest niebezpieczne dla otoczenia i musimy zagwarantować szczelność układu, lub gdy warunki pracy (temperatura, kiepskie właściwości smarne) uniemożliwiają pracę uszczelnienia pojedynczego.

### Uszczelnienia dzielone
Mniej lub bardziej zaawansowane konstrukcyjnie odmiany uszczelnień kompaktowych pojedynczych. Nie są całkowicie szczelne, więc nie gwarantują bezwyciekowej pracy. Dzięki dzielonym elementom jest możliwość ich instalacji bez demontażu pompy lub mieszadła. W praktyce rzadko znajdują zastosowanie, gdyż są jednym z najdroższych rodzajów uszczelnień. Ich cena czasem przekracza wartość samego urządzenia, a okresowy serwis pompy lub mieszadła wymusza jego demontaż, co sprawia, że stosowanie dzielonego uszczelnienia traci sens.

### Uszczelnienia gazodynamiczne
Wariant uszczelnienia kompaktowego, w którym między pierścienie dostarczany jest pod ciśnieniem gaz uniemożliwiający kontakt pierścieni. Rozwiązanie to nie zyskało dużej popularności w przemyśle ze względu na wysoką cenę uszczelnienia, bardzo wysoką cenę pierścieni (nawet krótkotrwała przerwa w dostawie gazu uszkadza pierścienie i wymusza ich wymianę), wysoki koszt instalacji dostarczania gazu oraz konieczność jego stałego dostarczania.
Rozwój technologii w dziedzinie uszczelnień mechanicznych umożliwił uszczelnianie również mediów sypkich.